# De Profundis (Вайлд)
"De Profundis" (лат. з глибини) — лист Оскара Вайлда до «Бозі» (Лорд Альфред Дуґлас).
У першій частині Вайлд розповідає про їхні попередні стосунки та екстравагантний стиль життя, що й призвели до його судимості та ув'язнення за «сороміцьку непристойність». Вайлд засуджує Дуґласове марнославство. У другій частині Вайлд окреслює свій духовний розвиток у в'язниці та ототожнює себе з Ісусом Христом, якого він характеризує як романтика та митця-індивідуаліста. Лист починається з фрази «Дорогий Бозі» і закінчується — «Твій люблячий друг».
Лист написаний у в'язниці, у січні-березні 1897 року, незадовго до Вайлдового звільнення. Зв'язок між Дуґласом і Вайлдом обірвався і останній страждав від самоспостереження, фізичної праці та емоційної ізоляції. Нельсон, новий начальник в'язниці, вирішив, що писання може виконувати навіть більшу катарсисну (очищувальну) функцію, аніж фізична праця. Проте, Вайлду не дозволяли відсилати довгі листи, що він їх писав з «медичною ціллю»; кожну нову написану сторінку забирали і тільки під кінець він все-таки зміг прочитати лист повністю та зробити деякі виправлення. Нельсон віддав Вайлду цей довгий лист в день звільнення — 18 травня 1897 р.
Вайлд довірив рукопис листа Роберту Россу (колишньому коханцю; супернику «Бозі»). Росс опублікував його в 1905 році під назвою «De Profundis» (вираз з 129 Псалма, що означає «з глибини»). Це була неповна версія, позаяк туди не увійшли автобіографічні елементи та згадки про сім'ю Квінсберрі. У 1962 році з'явилася повна версія, опублікована разом з іншими листами Вайлда.

## Підґрунтя

### Судові розгляди

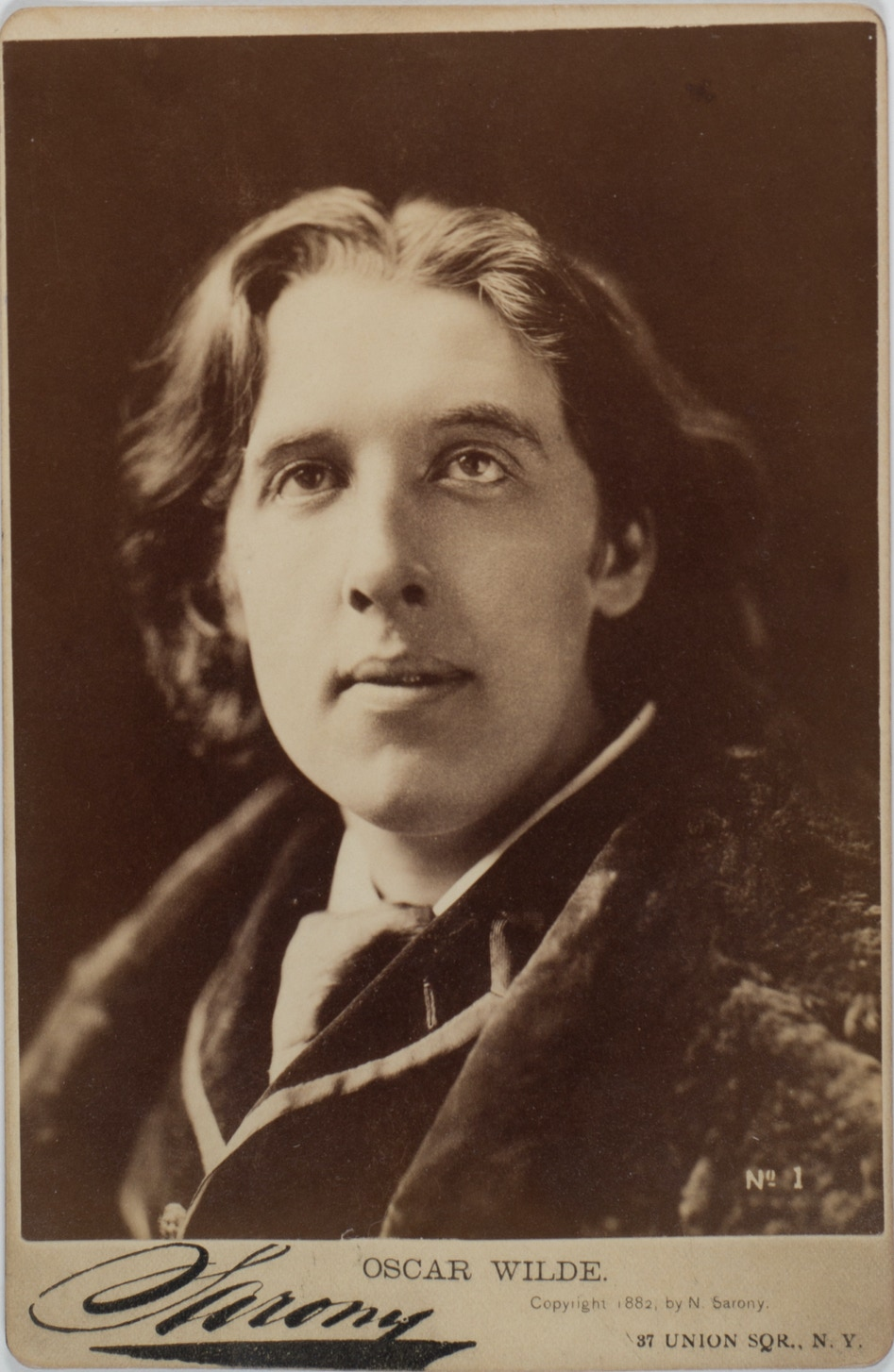
Оскар Вайлд в Нью-Йорку(1882)

В 1891 році Вайлд почав близьку дружбу з молодим марнославним аристократом лордом Альфредом Дуґласом. З розвитком їхніх стосунків, сім'я і друзі з обох сторін переконували Вайлда і Дуґласа припинити їхні відносини. Батько Лорда Альфреда, дев'ятий маркіз Квінсберрі, неодноразово сварився зі своїм сином щодо цього. Після самогубства його старшого сина, Френсіса, Квінсберрі приватно обвинуватив їх у непристойній поведінці та погрожував позбавити Лорда Альфреда грошової допомоги. Коли вони відмовились, він став здійснювати публічні напади на Вайлда. На початку 1895 року Вайлд перебував на вершині своєї популярності після успіху його п'єс «Ідеальний чоловік» та «Як важливо бути серйозним» на сцені Лондона. Коли Вайлд повернувся додому після прем'єри, він знайшов у своєму клубі записку від Квінсберрі з таким текстом: «Для Оскара Вайлда, позера і педераста».
Не в змозі більше терпіти образи, після підбурень лорда Альфреда (який хотів будь-яким способом завдати збитків своєму батьку), Вайлд пред'явив Квінсберрі позов за наклеп. Але справа обернулася проти Вайлда, позаяк маркіз зібрав свідків та пред'явив суду список із 13 юнаків, із зазначеними датами і місцями, де з ними зустрічався письменник. У квітні 1895 року Вайлда швидко заарештували та обвинуватили за сороміцьку непристойність з іншими чоловіками, згідно з поправкою Лабушера. Суд перебував у центрі народних дискусій. Вайлд відмовився визнавати свою вину і присяжні не могли домогтися остаточного вердикту. У повторному зібранні, Вайлда засудили до двох років ув'язнення та важких фізичних робіт.

### Тюремне ув'язнення
Вайлд відбував покарання у Пенторвілі, Вандсворті та Редінгській в'язниці, де погане харчування, щоденна важка праця та суворі умови значно підірвали та послабили його здоров'я. Невдовзі він почав страждати від голоду, безсоння та бісінозу. У Пенторвілі його відвідав Річард Голдейн, його знайомий ліберал та член парламенту. Голдейн відстоював його справу та домовився про доступ Вайлда до релігійних, навчальних та історичних книг. Водночас, перебуваючи у Вандстворті, Вайлд упав у каплиці і розірвав свою барабанну перетинку (травма пізніше посприяла його смерті). Він провів два місяці в лікарні. Згодом друзі домовилися про Вайлдове переведення до Редінгської в'язниці, де він виконував легшу роботу і мав дозвіл деякий час читати і писати. У пригніченому стані він не міг впоратися навіть із малими дорученнями, тому начальник в'язниці Азейксон суворо карав Вайлда навіть за незначні порушення. Незмога виконати їх призводила до нових каральних санкцій.
Вайлд, який все ще кохав лорда Альфреда, був засмучений через розрив їхніх стосунків. Коли він дізнався, що Дуґлас захотів опублікувати його лист та присвятити йому свої вірші без його дозволу, Вайлд негайно ж написав своїм друзям з проханням не дозволити йому зробити це. Вайлд все-таки був переконаний, що сім'я Квінсберрі була зобов'язана йому боргом честі, що виник через його банкрутство у суді.

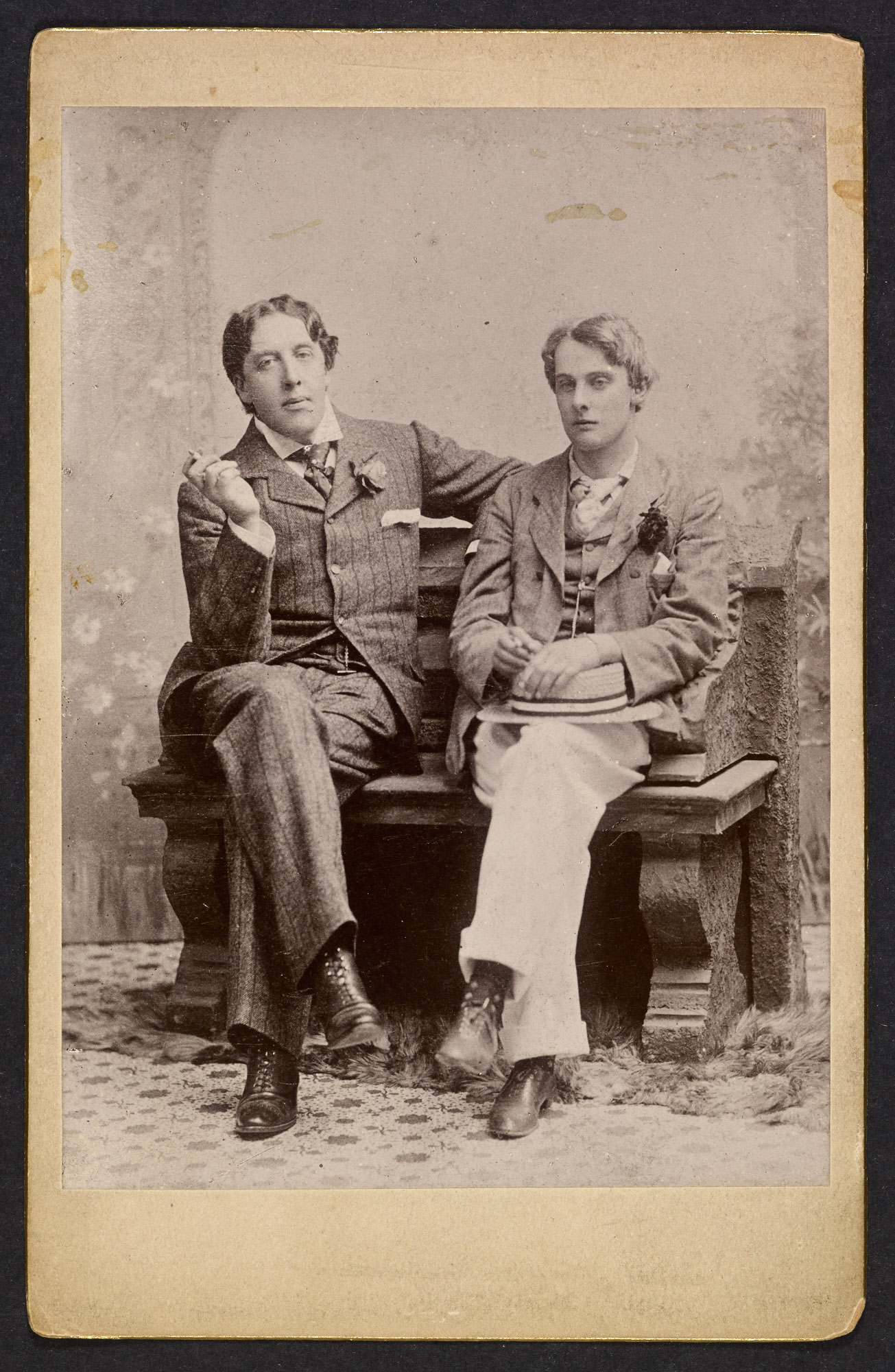
Вайлд і Дуґлас

### Створення
Вайлдові друзі продовжували вимагати кращих умов. В 1897 році Нельсон, людина з прогресивним складом розуму, замінив Азейксона на посту керівника в'язниці. Він негайно ж відвідав Вайлда і запропонував йому книгу з власної бібліотеки. Ця прихильність довела Вайлда до сліз. Незабаром Вайлд попросив цілий список книг, надаючи перевагу античним грецьким поетам та християнській теології, а також вивчаючи сучасні італійську та німецьку мови, хоча найбільше його увагу все-таки привернуло Дантове «Пекло».
Вайлдові дозволили писати на початку 1887 року, але все ще під строгим наглядом: він міг писати своїм друзям та адвокату, але по одній сторінці на раз. Вайлд вирішив написати лиса Дуґласові, обговоривши в ньому п'ять останніх років, проведених з ним, таким чином створивши таку-сяку автобіографію. Вайлд провів січень, лютий і березень 1897 року, пишучи свого листа. Він хотів відіслати листа Альфреду Дуґласу та Роберту Россу, але йому відмовили. Лист повернули Вайлду в день його звільнення. Після того як Вайлд залишив в'язницю, він більше не виправляв цього листа.

## Структура і зміст

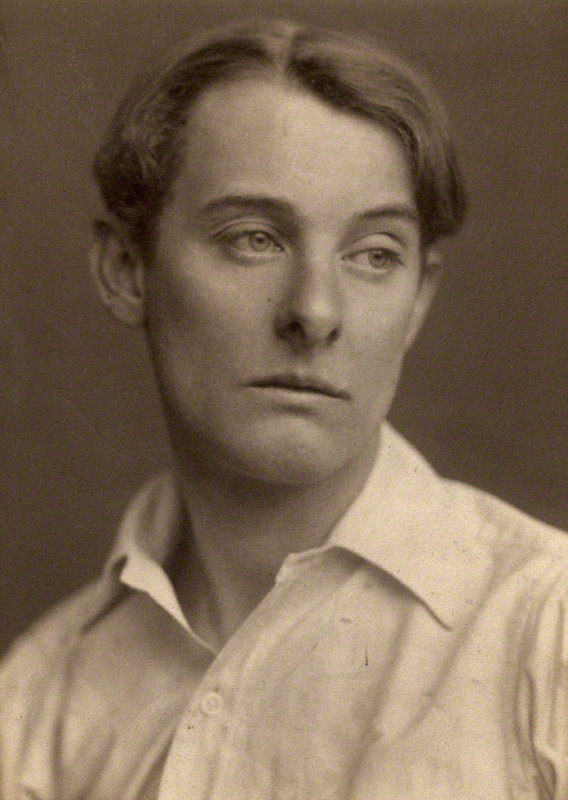
Лорд Альфред Дуґлас

### Перша частина: Вайлдова розповідь про часи, проведені з Дуґласом
Вайлдова робота мала форму прозового листа, написаного на двадцяти в'язничних аркушах паперу. Вона не була розділена на розділи (наявні тільки абзаци), адже була підписана і адресована як лист. Гуманітарії помітили значну зміну стилю, тону та вмісту у другій частині листа, де Вайлд вказує на свою духовну подорож у в'язниці. У першій частині, Вайлд розглядає час, що його Вайлд і Дуґлас провели разом (від 1892 р. і аж до Вайлдових судових процесів 1895 р.). Він досліджує поведінку Альфреда та його пагубний вплив на письменницьку діяльність Вайлда, а також докладно розповідає про постійні вимоги Лорда Альфреда, щодо уваги і гостинності. Гострота наростає у частині, де Вайлд деталізує про витрати на їхні розкішні обіди та фешенебельні готелі, що обійшлись йому у більш ніж 1000 фунтів стерлінгів. Загострення досягає свого апогею під час спалаху люті Дуґласа щодо хворого Вайлда. Незважаючи на те, що Альфред постійно перебував з Вайлдом, їхні інтелектуальні стосунки були сірими. Весь час Вайлд звинувачує себе у постійному потуранні всім його вимогам і через те, що замість того, щоб проводити час у тиші, інтелектуальній компанії, відданій спогляданню краси та людей, він не встояв перед «недосконалим світом грубих пристрастей, невинятковісь апетитів, бажань без обмежень та аморфної жадібності». Цей уривок закінчується тим, що Вайлд пробачає Дуґласа. Але він зрікається його через Альфредову пихатість і марнославство; Вайлд не може забути Дуґласів докір, зроблений під час хвороби першого: «Коли ти не на своєму п'єдесталі, ти нецікавий».

### Друга частина: Христос-індивідуаліст
Друга частина листа окреслює Вайлдовий духовний розвиток через фізичні і емоційні труднощі його ув'язнення. Вайлд робить типово грандіозну заяву: «Я є тим, хто перебуває у символічних стосунках з мистецтвом і культурою мого часу», але, згодом він пише у більш скромному стилі: «Я казав, що я перебував у символічних стосунках з мистецтвом і культурою мого часу. Не існує нещасної людини у цьому жалюгідному світі, яка б не перебувала у символічних стосунках з самою таємницею життя. Адже, страждання — це таємниця життя». Коротко змальовуючи свою владу у літературному і суспільному житті Лондона, він протиставляє її до свого нинішнього положення, що приносить йому біль. Він каже, насолода і успіх являється майстерною витівкою, в той час як біль не носить будь-якої маски. Він звертається до скромності як до ліків і ототожнює себе з іншими в'язнями.
Вайлд використовує цитату з «Книги пророка Ісаї», щоб ввести свою християнську тему: «Він погорджений був, Його люди покинули, страдник, знайомий з хворобами, і від Якого обличчя ховали, погорджений, і ми не цінували його». Він порівнює своє мистецьке життя з життям Ісуса Христа. Для Вайлда Христос стає архетипом митця, він розглядає Ісуса як справжнього індивідуаліста. У цій частині листа Вайлд маніпулює своєю інтерпретацією Єванглія, щоб розкритикувати соціальну негуманність своєї доби, освятити естетизм як спосіб життя та змалювати себе у ролі мученика у часи мистецького зневір'я та образної атрофії.

## Сприйняття
І. Федоренко — рецензент «Літературно-наукового вісника» — позитивно оцінив цей твір:
|  | «De Profundis» – се прекрасний, глибокий живий документ духовно надзвичайно розвиненої людини, де краса мови і краса думок є рівнож велика, так що вартість сього твору сягає далеко понад те, що люди звикли називати „літературою”.. |

Літературознавець М. Г. Соколянський у своєму дослідженні творчості Оскара Вайлда описав твір такими словами:
|  | «De Profundis» вражає високим ступенем щирості. Для Вайлда-митця, схильного до стильової витонченості, що любить облачати свою думку в одежу ледь помітної іронії, така відвертість стала цілковитою несподіванкою. |

## Видання
- Holland, Merlin & Rupert Hart-Davis: The Complete Letters of Oscar Wilde (2000). US edition: Henry Holt and Company LLC, New York. ISBN 0-8050-5915-6. UK edition: Fourth Estate, London. ISBN 978-1-85702-781-5. Pages 683—780.
- Ian Small (editor): The Complete Works of Oscar Wilde. Volume II: De Profundis; Epistola: In Carcere et Vinculis (2005). Oxford University Press, Oxford. ISBN 978-0-19-811962-3.